# さいたま市教育委員会
さいたま市教育委員会（さいたましきょういくいいんかい）は、埼玉県さいたま市浦和区常盤6-4-4に拠点を置く、さいたま市の組織。さいたま市内の教育に関連した調査などを行う行政委員会である。

## 概要
組織は管理部・学校教育部・生涯学習部など分かれており、それぞれの部門にはおいしい給食サポート課・教育総務課・教育財務課・教育施設課・学事課・教職員課・指導課・高校教育課・健康教育課・教育研究所・生涯学習振興課・文化財保護課ほか、業務によって課などに分けられている。教育委員会会議の開催のほか、いじめへの対策として意識調査を実施、さらに学校の合併や新設などを行っている。

## 沿革
- 2001年 - 浦和市・大宮市・与野市の合併により発足。
- 2011年10月から2013年3月まで - 中央区大戸で南鴻沼遺跡の発掘を実施、縄文時代中期のウルシの木を確認した[1]。
- 2014年7月 - いじめ防止対策推進条例を定めた[2]。

## 英語教育への取り組み
小学校5年・6年で外国語活動が必修となるより前の2005年より市内の103校の小学校5・6年で英会話を取り入れた。2016年4月より小学校1年生より英語を正式教科とする。

## 教員採用試験
2006年（平成18年）度より、埼玉県教育委員会とは別に独自の教員採用試験を実施している。ただし、1次試験の教職・一般教養、専門教養は埼玉県と同じ試験問題で実施している。試験受験時には人物評価表の提出を義務づけている。2011年（平成23年）度試験では年齢制限を58歳に緩和した。